# Кіпер Олег Олександрович
Олег Олександрович Кіпер (нар. 1 травня 1980, Тимкове, Одеська область) — голова Одеської обласної військової адміністрації з 30 травня 2023 року, заслужений юрист України, кандидат юридичних наук.

## Життєпис
У 2002 році закінчив Одеську національну юридичну академію за спеціальністю «Правознавство».
Роботу в органах прокуратури розпочав у 2001 році, поступово обіймаючи посади слідчого Котовської міжрайонної прокуратури Одеської області, прокурора відділу прокуратури Одеської області, прокурора відділу Генеральної прокуратури України, начальника управління Івано-Франківської області, заступника прокурора Івано-Франківської області, заступника начальника управління — начальника відділу Генеральної прокуратури України.
За часів Януковича Кіпер був заступником начальника Головного слідчого управління ГПУ, куди його призначив тодішній генпрокурор Віктор Пшонка.
24 жовтня 2014 року Кіпера було люстровано, внісши його до списку осіб, яким заборонено працювати в органах державної влади до 2024 року.
2015 року балотувався до Одеської міської ради, не пройшов.
11 вересня 2019 року Окружний адміністративний суд Києва повернув йому посаду старшого прокурора Головного управління нагляду, назвавши люстрацію безпідставною, а причетність до узурпації влади Януковичем — не встановленою. Тоді суд зобов'язав ГПУ виключити Кіпера з реєстру люстрованих осіб Міністерства юстиції та виплатити йому 805 тис. грн за «вимушені прогули».
З 9 червня 2020 — заступник прокурора Києва, а з 27 липня 2020 року — прокурор Києва, призначений Іриною Венедіктовою.
З 29 грудня 2022 року по 8 січня 2023 перебував за кордоном у відпустці.
З 30 травня 2023 року — указом Президента України був призначений головою Одеської обласної військової адміністрації. До призначення він був позаштатним радником голови Офісу президента Андрія Єрмака.

## Звинувачення у корупції, критика
У 2022 році Кіпер потрапив у скандал через 10-денну відпустку за кордоном під час воєнного стану і заборону чоловікам на виїзд з країни. Сам Кіпер пояснив, що подав необхідні документи і отримав на це дозвіл. Згодом визнав, що з початку повномасштабної війни це була його друга відпустка, до цього він їздив у Австрію на лікування.
У 2023 році став фігурантом кримінальних справ щодо захоплення нерухомості в київському ЖК «Патріарх Холл».
У травні 2024 року журналісти hromadske.ua опублікували розслідування, в якому називали Кіпера людиною, яка встановила майже одноосібний контроль за експортом зерна з України після повномасштабної війни. Зокрема Кіпер, як голова ОВА ввів окремі від країни митні правила для області та портів Одещини, через які проходило 85% усього агроекспорту країни.
У жовтні 2024 року у журналістському розслідування від Схеми: корупція в деталях Російський бізнес в Україні на 1 мільярд гривень попри санкції перейшов до приватного власника з оточення Кіпера. Численні активи холдингу Наумця «Юнігран», який видобуває корисні копалини з кар’єрів на Житомирщині та виготовляє тротуарну плитку – це виробничі комплекси, техніка, сотні вагонів, сотні гектарів землі. Новим приватним власником цих активів став броварський бізнесмен Сергій Шапран якого пов’язують із Олегом Кіпером (сам Олег заперечує цей звʼязок).
16 грудня 2024 року заявив, що на початку вторгнення митрополит Одеський московського патріархату їздив з іконою вздовж узбережжя моря, після чого здійнявся шторм — і це завадило росіянам висадити десант.

## Сім'я
Дружина Ірина Кіпер, до 2023 мала громадянство Росії. Має спільний бізнес з дружиною Сергія Кізя (Марина Кізь), колишнього заступника генпрокурора Юрія Луценка. З 2019 року Марина Кізь та Ірина Кіпер є співвласницями ТОВ «Рент-Техно», що займається виробництвом електроенергії та наданням техніки в оренду.

## Нагороди
- Заслужений юрист України (2021 рік)[1]
- Відзначений нагрудними знаками «За сумлінну службу в органах прокуратури» III та II ступенів.[джерело?]